# 王偉 (成化進士)
王偉（1442年—？），字文魁，陝西慶陽府寧州人，明朝政治人物。進士出身。

## 生平
成化元年乙酉陝西鄉試第四名。成化二年（1466年）丙戌科會試第二百九十名，殿試登進士第三甲第二百四十六名。选翰林院庶吉士。

## 家族
曾祖父王原禮。祖父王壽。父亲王政，曾任府經歷。